# 고토 유지
고토 유지(일본어: 後藤 裕司, 1985년 8월 20일 ~ )는 일본의 전 축구 선수이다.

## 구단 경력
과거 요코하마 F. 마리노스, FC 기후에서 활동하였다.